# Euzebiusz Luberadzki
Euzebiusz Tadeusz Luberadzki (Luberacki) (ur. 9 stycznia 1911 w Łodzi, zm. 23 sierpnia 1977 w Krakowie) – polski aktor teatralny i filmowy.

## Życiorys
Kształcił się w Łodzi, gdzie ukończył gimnazjum o profilu matematyczno-przyrodniczym. Jednocześnie grywał w amatorskich przedstawieniach teatralnych, organizowanych przez Towarzystwo Uniwersytetu Robotniczego. Po odbyciu dwuletniej służby wojskowej, w 1935 roku rozpoczął studia w Państwowym Instytucie Sztuki Teatralnej w Warszawie, gdzie jednak nie ukończył pierwszego roku. Udało mu się natomiast dostać do Instytutu Reduty, z którym to uczestniczył w objazdach (1936).
Podczas II wojny światowej uczęszczał na zajęcia tajnego studia dramatycznego Iwo Galla w Warszawie (1941-1944) oraz był słuchaczem wznowionego studia w Krakowie (1946). W latach 1946-1947 grał w Gdyni na scenie Teatru Wybrzeże, a następnie w latach 1947-1960 występował w Krakowie w placówkach Miejskich Teatrów Dramatycznych (1947-1953), w Teatrze Młodego Widza (1953-1957) oraz w Teatrze Ludowym (1957-1960). W tym okresie zdał również eksternistyczny egzamin aktorski (1948). Kolejne lata spędził na scenach: Teatru im. Stanisława Wyspiańskiego w Katowicach (1960-1961), Teatru im. Ludwika Solskiego w Tarnowie (1962-1965), a następnie powrócił do Krakowa, gdzie do przejścia na emeryturę w 1976 roku był członkiem zespołu Starego Teatru im. Heleny Modrzejewskiej. Wystąpił również czterech spektaklach Teatru Telewizji (1968-1976) oraz w jednej audycji Teatru Polskiego Radia (1954).
Był członkiem PZPR. Został pochowany na Cmentarzu Prądnik Czerwony (Batowickim) w Krakowie (kw. VI rz. 4 m. 8).

## Filmografia
- Podhale w ogniu (1955)
- Drugi brzeg (1962)
- Stawka większa niż życie (1968) - wysłannik z "Centrali" (odc. 10)
- Kaszëbë (1970) - Szwed
- Potop (1974) - Prymas

Źródło: